# تاريخ الكالفينية
تعود أصول الكالفينية إلى تعاليم القديس أوغسطينوس، لكنها انتشرت على يد جان كالفن في القرن السادس عشر. شكّل الإصلاح البروتستانتي في سويسرا، والذي قاده المصلح هولدريخ زوينغلي، الصيغة الأولى للعقيدة الكالفينية في زيورخ عام 1519.
دخل زوينغلي ويوهانس أوكولامباديوس في خلافٍ ضد مارتن لوثر حول الوجود الحقيقي والجسدي للمسيح في الإفخارستيا، ما أدى إلى انقسام بين البروتستانتية اللوثرية والبروتستانتية الكالفينية. خلف زوينغلي عددٌ من علماء اللاهوت، أشهرهم جان كالفن في جنيف. على أي حال، كان لبعض الإصلاحيين تأثيرٌ هامٌ أيضًا على تطور اللاهوت الكالفيني، أبرزهم يوهانس أوكولامباديوس وهاينريش بولينغر وبيترو مارتير فرميلي وفولفغانغ موسكولوس.
انتشرت العقيدة الكالفينية في أوروبا خلال القرن السادس عشر، عبر شخصيات مختلفة في أماكن مختلفة. كانت الكالفينية الفرع المهيمن من البروتستانتية في فرنسا. لاقى الكالفينيون هناك تسامحًا رسميًا بعد سلسلة من الصراعات. أُصلحت الكنيسة الاسكتلندية على يد جون نوكس، وأصبحت الكنيسة الرسمية في اسكتلندا. في هولندا، أصبحت الكالفينية دين البلاد الرسمي عقب فترة من الاضطهاد. خلال فترة الإصلاح، كانت الكالفينية الفرع البروتستانتي الرئيس في بلجيكا، لكنها استؤصلت من البلاد لتحلّ حركة الإصلاح الكاثوليكي المضاد محلّها. بقيت اللوثرية مهيمنة على ألمانيا خلال القرن السادس عشر، لكن بعض الحكام شجعوا -على نحو متقطع- ممارسات العبادة الكالفينية في بالاتينات الانتخابية ومرغريفية براندنبورغ وبعض الولايات الألمانية الأخرى. وصل تأثير الأفكار الكالفينية إلى البروتستانتيين في أوروبا الشرقية، كالمجر ورومانيا خصيصًا. تأثرت حركة إصلاح كنيسة إنجلترا أيضًا بعلماء اللاهوت الكالفينيين، وظل تأثيرهم موجودًا طوال القرن السادس عشر.

## أصول الكالفينية (1591-1531)
تُعد نظريات هولدريخ زوينغلي الدينية أول أشكال اللاهوت الكالفيني، وزوينغلي هو قس من زيورخ في سويسرا، عُيّن في هذا المنصب عام 1519. تأثر زوينغلي بالفيلسوف إيرازموس، رائد حركة النهضة الإنسانية، ما دفعه إلى دراسة العهد الجديد وآباء الكنيسة، وإلقاء العظات من الإنجيل. عاشر زوينغلي المصلح البروتستانتي مارتن لوثر في فيتنبرغ، وتأثر بأفكاره أيضًا، لكن عقيدته اللاهوتية تطورت بشكل مستقل، وتختلف عن اللاهوت اللوثري من عدة نواحٍ. عارض زوينغلي أي ممارسة دينية لا حجةً أو مسوّغًا لها في الكتاب المقدس، كالأيقونات والأُرغن (آلة موسيقية) والغناء أثناء العبادة، بينما عارض لوثر -باستمرار- تحطيم الأيقونات في الكنائس. شدد زوينغلي على الالتزام الصارم بتعاليم الله في كتاباته، وهذا ما أدى إلى تزايد النشاط الأخلاقي في الحركات الإصلاحية المتأثرة بـزوينغلي مقارنة بالحركات اللوثرية. 
كان مارتن بوسر وفولفغانغ كوبفل ويوهانس أوكولامباديوس ووليام فاريل من الشخصيات المؤثرة في تطوّر ونمو اللاهوت الكالفيني. كان لهؤلاء الإصلاحيين خلفيات أكاديمية متنوعة، لكن تمايز اللاهوت الكالفيني الذي برز لاحقًا يكمن في فكر هؤلاء المصلحين، تحديدًا أولوية اتخاذ الكتاب المقدس مصدرًا للسلطة. اعتُبرت نصوص الكتاب المقدس كيانًا موحدًا، ما أدى إلى بروز لاهوت العهود، وهو وجهات نظر لتفسير ما جاء في الكتاب المقدس، كتفاسير الأسرار المقدسة والمعمودية والإفخارستيا التي تُعد علامات ودلائل واضحة عن عهد النعمة. من الاختلافات الكالفينية الأخرى الموجودة لدى علماء اللاهوت السابقين هي إنكارهم الوجود الجسدي للمسيح في سر القربان المقدس. فسّر كل من هؤلاء العلماء قابلية الخلاص عبر النعمة فقط، وأكدوا على عقيدة الاصطفاء غير المشروط (الاعتبار أن الله اختار بعض البشر خصيصًا للخلاص من الخطايا). لا شك أن مارتن لوثر، وخليفته فيليب ملانكتون، من المؤثرين البارزين على علماء اللاهوت السابقين، وعلى علماء اللاهوت الكالفيني لاحقًا إلى حدّ ما، فـعقيدة التبرير بالإيمان «سولا فيدي» موروثة من لوثر مباشرة. 
في البداية، اعتبر زوينغلي لوثر حليفًا له، وكان من المحتمل اتحاد أتباع لوثر وزوينغلي لولا الجدل حول الإفخارستيّا، والذي بدأ عام 1524. آمن لوثر بضرورة الاعتقاد بوجود الجسد المادي للمسيح في الإفخارستيا، بينما فضّل زوينغلي -إلى جانب أتباعه ويوهانس أوكولامباديوس من بازل السويسرية- التفسير الرمزي للشعيرة الدينية التي دُعيت لاحقًا سرّ القربان المقدس. اتخذ مارتن بوسر من ستراسبورغ موقف الوسيط. وصف لوثر زوينغلي وأوكولامباديوس، والآخرين الذين آمنو بوجهة نظرهمَا، بالكفار وغير المسيحيين والغلاة. في عام 1529، نظّم فيليب الأول أمير هيسن ندوة ماربورغ سعيًا للمصالحة بين الفرق البروتستانتية المتخاصمة وتشكيل تحالف بينها. اتفق الجانبان على عدة نقاط من العقيدة، لكنهما لم يتوصلا إلى اتفاق تجاه سرّ الإفخارستيا (سر القربان المقدس)، وبالتالي فشلت آمال فيليب في تشكيل تحالف. 
خلال عشرينيات القرن السادس عشر، ازداد نفوذ زوينغلي في سويسرا، على الرغم من حفاظ الكثير من السويسريين، في الأرياف ومناطق الغابات تحديدًا، على ولائهم للكنيسة الكاثوليكية، ومعارضة إصلاحات زوينغلي. قبل سنة 1530، حظي زوينغلي بدعم بعض المدن الألمانية في الجنوب، وظهرت وجهات نظر مستقلة لدى بعض علماء اللاهوت اللوثريين في مناطق أخرى من ألمانيا، تماثل تفسير زوينغلي لسر القربان المقدس، لكن علماء اللاهوت اللوثريين في فيتنبرغ قمعوا تلك الآراء على الفور. في أوائل عام 1531، شكّل فيليب أمير هيسن اتحاد شمالكالدي، ما عزّز قبضَة اللوثرية على ألمانيا، وأدى إلى إقصاء مدرسة زوينغلي في المقابل. في تلك الفترة، لجأ زوينغلي إلى القوة لتعزيز المكاسب البروتستانتية في سويسرا. عقب الانتصار على الكاثوليكيين في حرب كابل الأولى عام 1529، فرضت زيورخ حصارًا قاسيًا على الكانتونات الكاثوليكية، ما أدى إلى اندلاع حرب كابل الثانية عام 1531. هُزم سكان زيورخ، وقُتل زوينغلي في المعركة. استمر الكاثوليكيون في فرض سلطتهم على أغلب الكانتونات السويسرية، على الرغم من أن البروتستانتيين شكلوا ثلاثة أخماس تعداد السكان.

## الجيل الثاني (1531-1555)
كان جان كالفن أشهر عالم لاهوت إصلاحي في تلك الفترة عقب وفاة زوينغلي، لكن بعثة علمية حديثة تدعي وجود عدة شخصيات مؤثرة جرى إهمالها، على الرغم من أن تأثيرها على نمو المسيحية الكالفينية لا يقلّ عن تأثير كالفن، بل تمثّل تلك الشخصيات وجهات نظر لاهوتية متنوعة. 
كانت كتابات هاينريش بولينغر، خليفة زوينغلي في زيورخ، في متناول الفهم والإدراك أكثر من كتابات سلفه، لكنها لم تُنشر إلا بعد فترة طويلة من وفاته. وعلى خطى زوينغلي، ناقش بولينغر المعنى الرمزي للمسيح في الإفخارستيّا. كان بيترو مارتير فارميلي أكثر علماء اللاهوت خبرة في عصره، وهو الذي درّس عقيدة التعيين المسبق المزدوج (القدر المزدوج) التي تفيد بأن الله اختار إنقاذ بعض الأشخاص بهدف تخليصهم، بينما اختار آخرين لإدانتهم، وأن المسيح كان حاضرًا في الإفخارستيّا -روحيًا- وهو الموقف الذي اتخذه كالفن أيضًا. كان مؤلَّفْ مواضع شائعة في الديانة المسيحية، لفولفغانغ موسكولوس، بمثابة أول عمل لاهوتي ممنهح في العقيدة الكالفينية. أقرّ موسكولوس بالوجود الروحي للمسيح في الإفخارستيّا، بينما اتخذ موقفًا متحفظًا تجاه التعيين المسبق المزدوج.
لاقت الأفكار والكنائس الكالفينية انتشارًا وتوسعًا شديدًا خلال تلك الفترة، فوصلت إلى إنجلترا وبولندا، لكن هيمنة اللوثرية على الإمبراطورية الرومانية المقدسة أخذت تتزايد أيضًا. كان مرسوم أوغسبورغ المؤقت عام 1548 بمثابة تسوية بين شارلكان (كارل الخامس)، رأس الإمبراطورية الرومانية المقدسة، والبروتستانتيين عقب حرب شمالكالدي، وقدّم الإمبراطور عبره بعض التنازلات للبروتستانتيين، لكنه أجبر مَنْ يرغب ممارسة ديانته قانونيًا بتبني بعض الممارسات التي اعترض عليها الإصلاحيون وعدّوها ممارسات بغيضة.